# Сотничиха
Сотничиха — река в России, протекает по Топчихинскому району Алтайского края. Устье реки находится у озера без названия, юго-западнее села Покровка. Длина реки составляет 15 км.
В 5 км от устья по левому берегу впадает река Солоновка.

## Данные водного реестра
По данным государственного водного реестра России относится к Верхнеобскому бассейновому округу, водохозяйственный участок реки — Алей от Гилёвского гидроузла и до устья, речной подбассейн реки — бассейны притоков (Верхней) Оби до впадения Томи. Речной бассейн реки — (Верхняя) Обь до впадения Иртыша.